# 백사 : 인연의 시작
백사 : 인연의 시작(白蛇：缘起, Bai she: yuan qi, White Snake)은 중국에서 제작된 황가강, 쟈오 지 감독의 2019년 애니메이션 영화이다. 장제 등이 주연으로 출연하였다.

## 출연

### 주연
- 장제
- 텐시양 양